# Francesco Zingales
Francesco Zingales, italijanski general, * 1884, † 1959.